# Plinia phitrantha
Plinia phitrantha är en myrtenväxtart som först beskrevs av Hjalmar Frederik Christian Kiaerskov, och fick sitt nu gällande namn av Marcos Sobral. Plinia phitrantha ingår i släktet Plinia och familjen myrtenväxter. Inga underarter finns listade i Catalogue of Life.